# 노루발
노루발은 진달래과에 속하는 늘 푸른 여러해살이풀이다. 녹수초, 애기노루발, 노루발풀이라고도 부른다. 이전에는 노루발과로 분류했다.

## 생태
산의 숲 속 그늘에서 자란다. 겨울에도 잎이 푸르다. 잎은 뿌리에서 나는데, 두꺼우며 길이 4~7 센티미터·너비 2.5~4 센티미터쯤 되고, 넓은 타원 모양이다. 6-7월에 10~20 센티미터쯤 되며 모가 진 꽃줄기가 나오고 술 모양의 꽃차례에 연노랑이나

## 쓰임새
전초에 아르부틴, 메틸아르부틴, 호모아르부틴, 피로올라틴, 정유 탄닌질, 쓴맛 물질 등이 들어 있다. 꽃이 필 때 풀 전체를 뜯어 그늘에서 말린 것을 녹제초(鹿蹄草)라 하는데, 강장·진통·진정·지혈 약으로, 베서 피가 나오는 데와 뱀과 벌레·개에게 물린 곳에 짓찧어 붙인다. 각기병이 났을 때 이뇨제로 쓰기도 한다. 중국에서는 부인병 관련 약으로 쓰는데, 특히 생리 조절을 위한 약이나 피임약으로 널리 쓴다.

## 사진

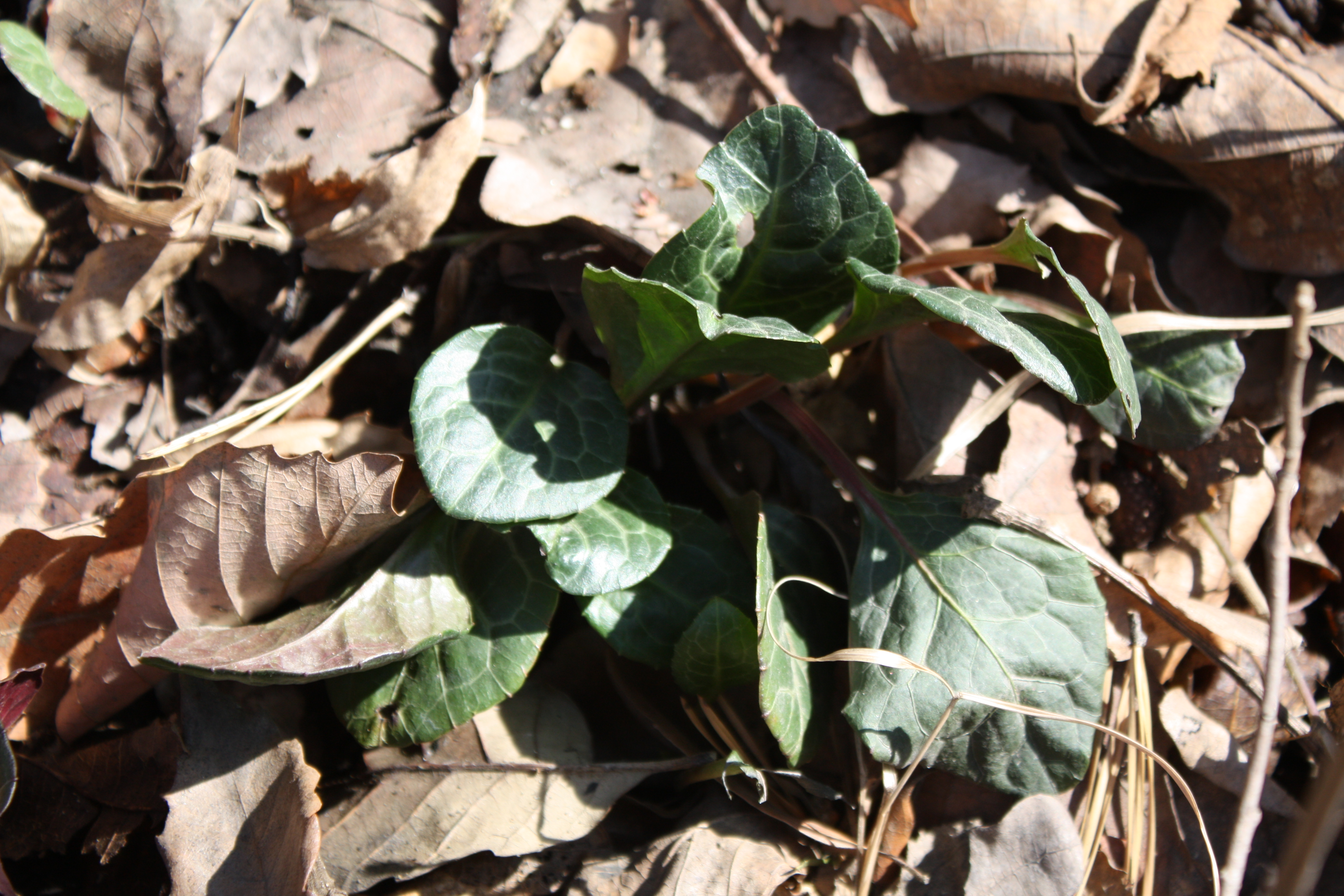
겨울난 노루발
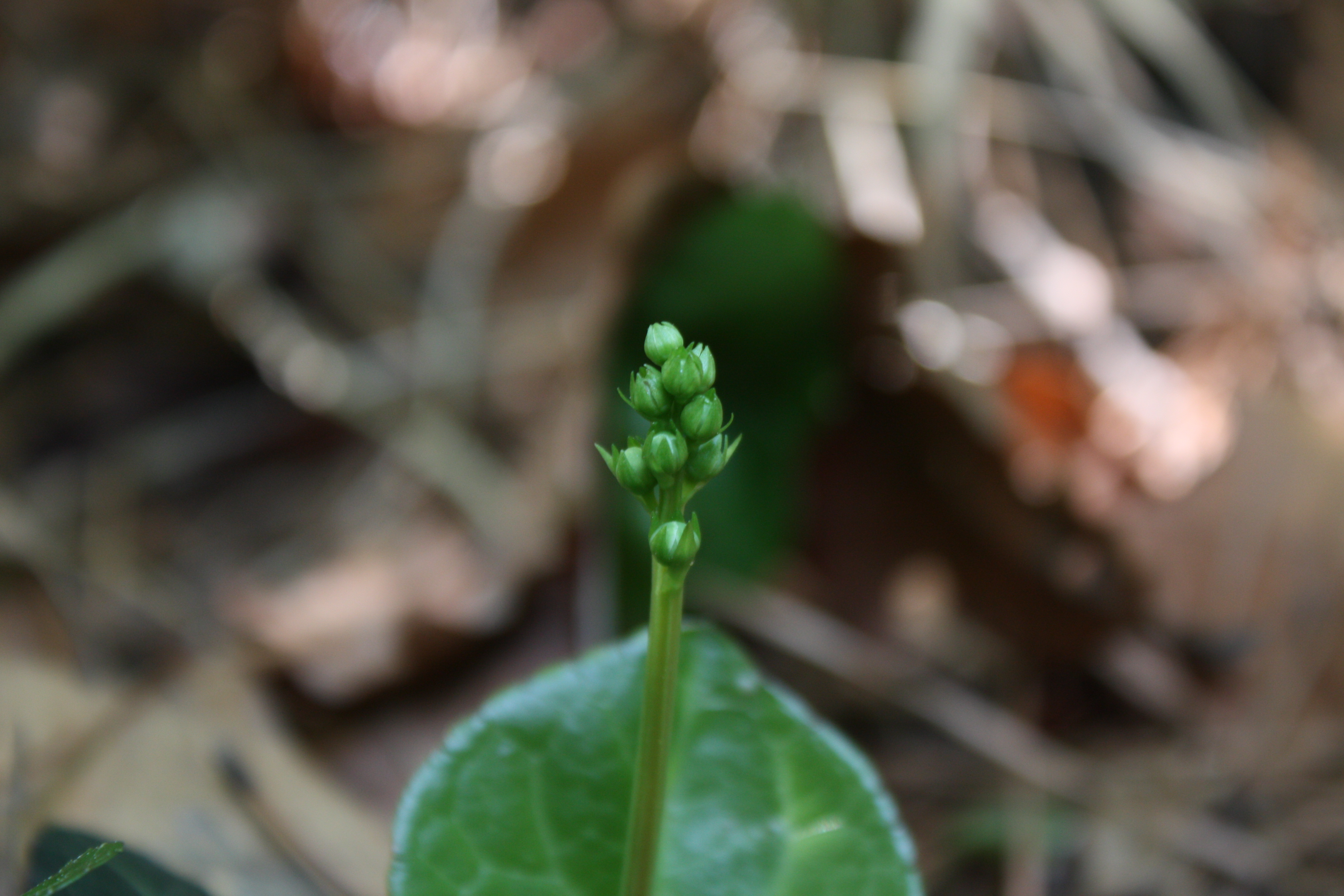
꽃망울
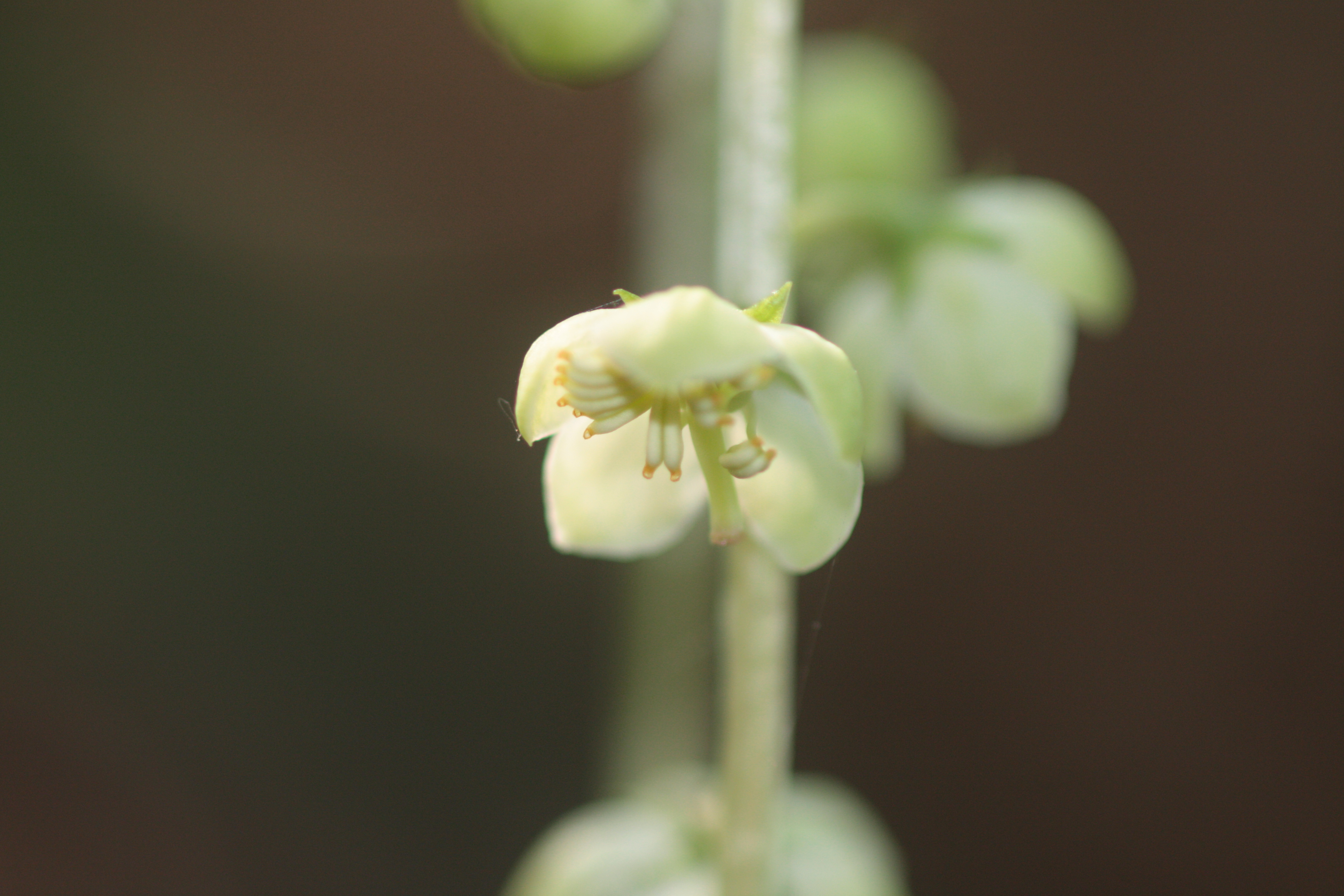
꽃